# レジームシフト
レジームシフト（Regime shift）とは、気温や風などの気候要素が数十年間隔で急激に変化すること。気候ジャンプとも言う。気候に限らず、例えば水産資源の分布・生息数の変化といった、自然現象全般、生態系に関しても用いる概念である。

## 概要
気候要素は、数日～1年周期の短い変化をしているが、この変化を上回るような大幅な変化が、数ヶ月～数年の短期間で起こることがある。グラフなどで表すと、数十年続いた準定常状態の後に急激な変化があり、再び準定常状態に戻るように見え、レジーム（気候の型）があたかもシフト（ジャンプ）したかのようであることから、こう呼ばれる。
主要な例として、1970年代中盤のレジームシフトが挙げられる。太平洋・北米パターン（PNA）などの気象要素が、この時期に急変化を見せた後低位のまま推移した。また、1980年代には、1988年をピークにマイワシの漁獲量が激減しその後低位のまま推移するなどした。
レジームシフト理論は、1980年代に提唱された。レジームシフトという現象は、大気圏・水圏・地圏・生態系を包括した自然環境の中のシステムの一種であると考えられるようになり、各々が独立して変化しているとされていた気候や生物行動などを相互に結び付ける理論として浸透した。
水産資源を始め、様々な資源についてこの見方を採用し、その利用を適切に管理することが、資源の枯渇を防ぎ、持続的な活動につながると考えられる（青魚#魚種交替も参照）。
人間が地球上で安全に活動できる領域であるプラネタリー・バウンダリーを超えると、レジームシフトが起きるとされている。気候変動、生物多様性の損失、生物地球化学的循環については、すでに限界点を超えており、レジームシフトが進行している可能性がある。